# Botswana a 2008. évi nyári olimpiai játékokon
Botswana a kínai Pekingben megrendezett 2008. évi nyári olimpiai játékok egyik részt vevő nemzete volt. Az országot az olimpián 3 sportágban 12 sportoló képviselte, akik érmet nem szereztek.

## Atlétika
Férfi

| Versenyző             | Versenyszám | Előfutam      | Előfutam      | Előfutam      | Negyeddöntő | Negyeddöntő | Negyeddöntő | Elődöntő | Elődöntő | Elődöntő | Döntő   | Döntő    |
| Versenyző             | Versenyszám | Idő           | Hely.         | Össz.         | Idő         | Hely.       | Össz.       | Idő      | Hely.    | Össz.    | Idő     | Helyezés |
| --------------------- | ----------- | ------------- | ------------- | ------------- | ----------- | ----------- | ----------- | -------- | -------- | -------- | ------- | -------- |
| Fanuel Kenosi         | 200 m       | 21,09         | 5.            | 44.           | kiesett     | kiesett     | kiesett     | kiesett  | kiesett  | kiesett  | kiesett | kiesett  |
| Gakologelwang Masheto | 400 m       | 46,29         | 8.            | 38.           |             |             |             | kiesett  | kiesett  | kiesett  | kiesett | kiesett  |
| California Molefe     | 400 m       | nem indult el | nem indult el | nem indult el |             |             |             | kiesett  | kiesett  | kiesett  | kiesett | kiesett  |
| Onalenna Baloyi       | 800 m       | 1:47,89       | 4.            | 38.           |             |             |             | kiesett  | kiesett  | kiesett  | kiesett | kiesett  |
| Ndabili Bashingili    | Maraton     |               |               |               |             |             |             |          |          |          | 2:25:11 | 56.      |

| Versenyző         | Versenyszám | Selejtező | Selejtező | Döntő    | Döntő    |
| Versenyző         | Versenyszám | Eredmény  | Helyezés  | Eredmény | Helyezés |
| ----------------- | ----------- | --------- | --------- | -------- | -------- |
| Gable Garenamotse | Távolugrás  | 7,95 m    | 11. q     | 7,85     | 9.       |
| Kabelo Kgosiemang | Magasugrás  | 2,20      | 29.*      | kiesett  | kiesett  |

Női

| Versenyző       | Versenyszám | Előfutam | Előfutam | Előfutam | Elődöntő | Elődöntő | Elődöntő | Döntő | Döntő    |
| Versenyző       | Versenyszám | Idő      | Hely.    | Össz.    | Idő      | Hely.    | Össz.    | Idő   | Helyezés |
| --------------- | ----------- | -------- | -------- | -------- | -------- | -------- | -------- | ----- | -------- |
| Amantle Montsho | 400 m       | 50,91    | 2. Q     | 5.       | 50,54    | 2. Q     | 7.       | 51,18 | 8.       |

* - két másik versenyzővel azonos eredményt ért el

## Ökölvívás
| Versenyző          | Versenyszám | Selejtező                   | Nyolcaddöntő               | Negyeddöntő                      | Elődöntő          | Döntő             | Helyezés |
| Versenyző          | Versenyszám | Ellenfél Eredmény           | Ellenfél Eredmény          | Ellenfél Eredmény                | Ellenfél Eredmény | Ellenfél Eredmény | Helyezés |
| ------------------ | ----------- | --------------------------- | -------------------------- | -------------------------------- | ----------------- | ----------------- | -------- |
| Khumiso Ikgopoleng | Harmatsúly  | Luke Boyd (AUS) · 18-8      | Hisám Meszbáhi (MAR) · RSC | Enhbatín Badar-Úgan (MGL) · 2-15 | kiesett           | kiesett           | 5.       |
| Thato Batshegi     | Pehelysúly  | Nikoloz Izoria (GEO) · 4-14 | kiesett                    | kiesett                          | kiesett           | kiesett           | 17.      |

RSC - a játékvezető megállította a mérkőzést

## Úszás
Férfi

| Versenyző    | Versenyszám | Előfutam | Előfutam | Előfutam | Elődöntő | Elődöntő | Elődöntő | Döntő   | Döntő    |
| Versenyző    | Versenyszám | Idő      | Hely.    | Össz.    | Idő      | Hely.    | Össz.    | Idő     | Helyezés |
| ------------ | ----------- | -------- | -------- | -------- | -------- | -------- | -------- | ------- | -------- |
| John Kamyuka | 50 m gyors  | 25,54    | 6.       | 72.      | kiesett  | kiesett  | kiesett  | kiesett | kiesett  |

Női

| Versenyző        | Versenyszám | Előfutam | Előfutam | Előfutam | Elődöntő | Elődöntő | Elődöntő | Döntő   | Döntő    |
| Versenyző        | Versenyszám | Idő      | Hely.    | Össz.    | Idő      | Hely.    | Össz.    | Idő     | Helyezés |
| ---------------- | ----------- | -------- | -------- | -------- | -------- | -------- | -------- | ------- | -------- |
| Samantha Paxinos | 50 m gyors  | 29,91    | 2.       | 70.      | kiesett  | kiesett  | kiesett  | kiesett | kiesett  |